# بوابات المؤسسات
تعرف بوابات المؤسسات بـ بوابات مؤسسات المعلومات أو بوابات الشركات. وهي أحد أنواع البوابات الإلكترونية والتي تمثل إطار موحد لدمج المعلومات والأفراد والعمليات على المؤسسات عبر حدود تنظيمية توفر نقطة وصول موحدة آمنة ، وهي واحدة من أكثر الوسائل شيوعا في المؤسسات التي يمكن أن تسمح لمستخدميها من موظفين وعملاء وشركاء الشركة في البحث والوصول إلى المعلومات عن طريق تسجيل الدخول إلى الشركات واسترجاع معلوماتها وتاريخها وغيرها من الخدمات أو الموارد البشرية.

## السمات المميزة لبوابات المؤسسات
- المركزية : بوابات المؤسسات توفر نظام مركزي في إدارة المحتوى، فهو يحتوي على نطاق واسع من المعلومات المتعلقة بالشركات وإمكانية الوصول إلى تطبيقات الإنترنت. نظام المعلومات المركزي هذا يتيح للعملاء والموظفين سهولة الوصول إلى المعلومات كالتقارير، استمارات الطلب ووثائق السياسة. وعلاوة على ذلك فإنه من السهل على الأفراد داخل الشركة تحديث أو تعديل المحتوى بشكل مستمر.
- زيادة الإنتاجية والربحية : كما هو معروف في نطاق الأعمال فالوقت والمعلومات بمثابة المال. لذا فإن ماتوفره البوابات من مركزية وتنظيم جيد لنظم المعلومات يساعد الموظفين في الحصول على الاستجابة السريعة والمعلومات ،والتي بدورها تزيد من إنتاجية الموظفين. إضافة إلى ذلك، تمكن للعملاء سهولة الوصول إلى المصادر والتي قد تزيد من مصادر العملاء للشركة.
- توفير منطقة آمنة: بوابات المؤسسات تمتلك سمة مميزة وهي توفير منطقة آمنة للمستخدمين المصرح لهم (إما فريق كامل أو شريك محدد) فقط هم من تسمح لهم بالوصول إلى المعلومات المقيدة.

## نجاحها
يعتمد نجاح البوابات على التكامل والاندماج بين الأنظمة الأمامية والخلفية للمؤسسة، أيضاً يعتمد على مدى اندماج البوابات مع معلومات المؤسسة وعمارتها.

## أشكالها
بوابات المؤسسات (أو الشركات) لها أن تظهر في أشكال مختلفة عديدة، ويعتمد هذا على مسؤوليات العمل لكل شخص يصل إلى البوابة، على سبيل المثال بوابة الموظف تسمح للموظفين الوصول عبر الإنترنت إلى جميع العمليات والأنظمة وقواعد البيانات
التي يحتاجها الموظف لإتمام المسؤوليات الوظيفية المناطه عليه، وذلك مع توفير أمن كامل وجدار حماية يؤمن الحماية الكاملة للمعلومات.

## مميزاتها الأساسية
1- إدارة المحتويات والمستندات : وهي الخدمات التي تدعم مايسمى بـ دورة الحياة الكاملة لإنشاء المحتويات والمستندات، وتوفير آليات عديدة للتأليف والموافقة عليها والتحكم في الإصدار وقرارات النشر.
2- نقطة دخول واحدة : بوابات المؤسسات توفر خاصية الدخول الموحد للمستخدمين إلى كافة الأنظمة المختلفة، بحيث يتطلب من المستخدم التعريف بنفسه مرة واحدة فقط، ومن ثم ياتي دور قوائم التحكم بالوصول في إدارة العمليات بين محتويات البوابات والخدمات عبر بوابات قواعد المستخدمين.
3- المشاركة: بإمكان أعضاء البوابة الاتصال بشكل متزامن (عن طريق الدردشة أو المراسلة)، أو غير متزامن من خلال مواضيع النقاش، المنتديات والمدونات المتاحة.
4- التكامل : وهو اتصال العمليات والبيانات من أنظمة مختلقة ومن ثم إخراجها في مكونات جديدة.
5-الاتحاد : هذا يعني التكامل والاندماج للمحتويات التي توفرها البوابات الأخرى، والتي غالباً ماتنتج من خلال استخدام الشبكة العالمية لخدمات البوابات البعيدة أو التقنيات المشابهة الأخرى.
6- التخصيص : تمكن البوابات مستخدميها من تخصيص الشكل والمظهر لبيئتهم. وذلك عن طريق تحرير وتصميم مواقعهم الخاصة على الإنترنت والتي تعكس شخصياتهم وأسلوبهم الخاص، كما يمكنهم اختيار المحتوى والخدمات المحددة التي يفضلونها.
7- الاستحقاق : يستطيع إداريو البوابات الحد من الوصول لبعض المحتويات والخدمات الخاصة التي يستطيع المستخدمون الوصول إليها عادةً. على سبيل المثال ،المعلومات السرية للشركة يمكن أن يخصص الدخول إليها لموظفي الشركة فقط.
8- البحث : بإمكان المستخدمين إجراء عمليات بحث لمحتويات البوابات باستخدام محركات البحث الخاصة بها.
 & 

## التحديات التي تواجه بوابات المؤسسات
* التكلفة العالية : إن عملية توفير مواقع انترنت عديدة وبوابات مختلفة للمستخدمين والموظفين والشركاء مكلفة للغاية، مما يجبر الشركات على إنفاق مبالغ ضخمة عليها، في سبيل تحقيق بوابة واحده مستقرة لهم.
* التعارض : رغم أن العديد من الأعمال تتطلب بيئة ويب واحدة ومتكاملة لتغطي جميع المعلومات والتطبيقات التي تسهل على الموظفين والشركاء والعملاء إيجاد المعلومات منها وعرضها، إلا أن الشركات عادة لاترغب في إنفاق تكلفة ضخمة في سبيل تغيير البنية التحتيه الحالية الخاصة بهم وإدخال أنظمة أكثر تقدماً.
* منصات قديمة : العديد من الشركات تستخدم منصات تطويرية قديمة، كما أنها تولي اهتماماً غير متكافيء حول أنظمة المعلومات الخاصة بهم -الخارجية تحديداً -، مما يجعل العملاء والموظفين غير قادرين على إيجاد المعلومات الكافية أو التطبيقات التي يريدونها وهذا قد يخسر الشركات فرصاً عديدة لجذب العملاء.